# يوستوس
يوستوس (توفي في 10 نوفمبر بين 627 و 631)، كان رابع رئيس أساقفة كانتربري. أرسل البابا غريغوري الكبير يوستوس من إيطاليا إلى إنجلترا في مهمة لنشر المسيحية بين الأنجلوساكسونيين وإخراجهم من وثنيتهم الأصلية، وربما وصل مع المجموعة الثانية من المبشرين الذين أرسلوا في عام 601. أصبح يوستوس أول أسقف لروتشستر في عام 604 ووقع على رسالة إلى الأساقفة الأيرلنديين يحث فيها الكنيسة الأصلية على اعتماد الطريقة الرومانية في حساب تاريخ عيد الفصح. حضر مجلسًا للكنيسة في باريس في عام 614.
بعد وفاة الملك إيثيلبيرت ملك كينت عام 616، اضطر يوستوس إلى الفرار إلى بلاد الغال، ولكن أعيد تعيينه في أبرشية في العام التالي. في عام 624، أصبح يوستوس رئيس أساقفة كانتربري، وأشرف على إرسال المبشرين إلى نورثمبريا. بعد وفاته، تم تبجيله كقديس وأقيم له ضريح في دير القديس أوغسطين في كانتربري، حيث تم نقل رفاته إلى هناك في تسعينيات القرن الحادي عشر.

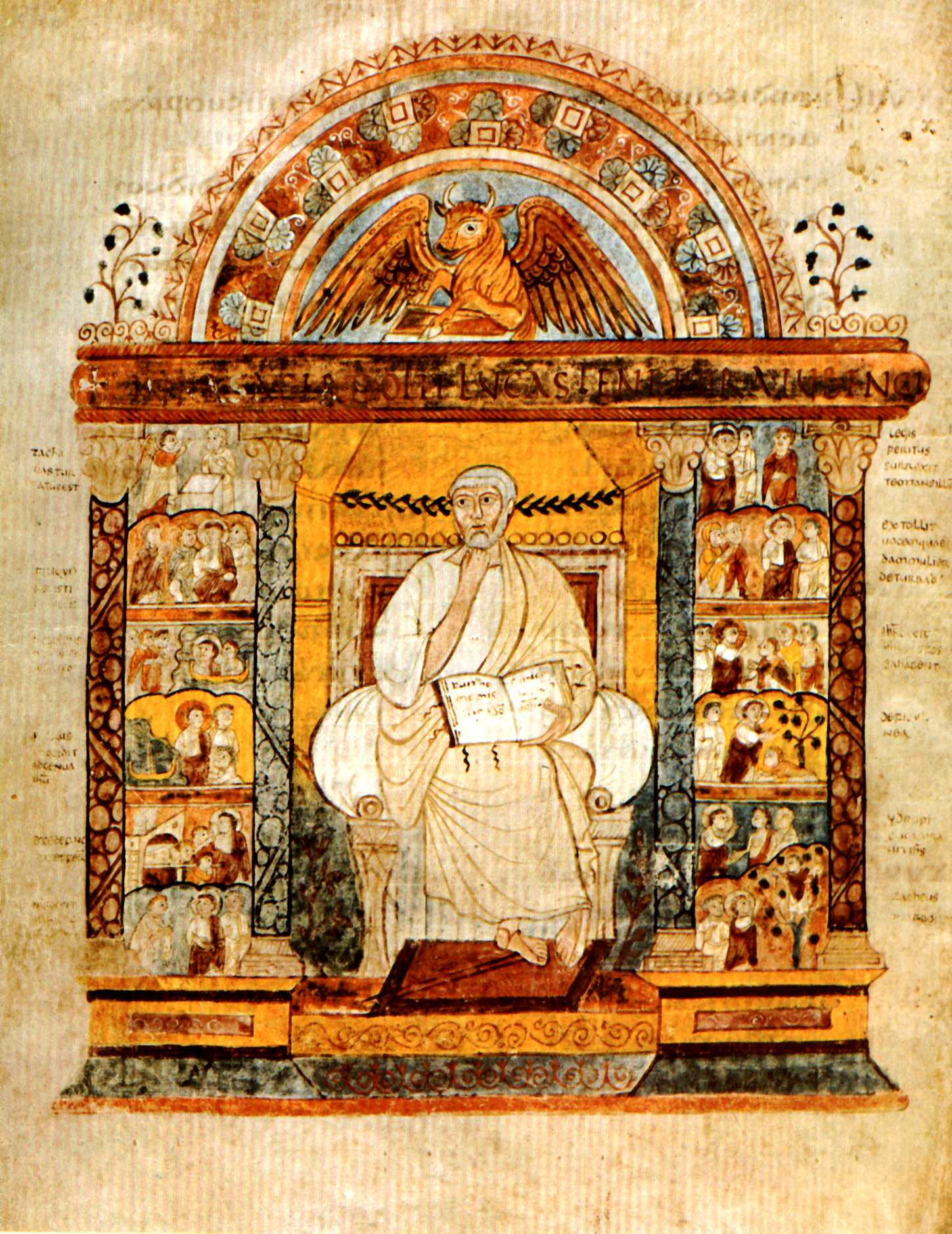
صورة الإنجيلي لوقا، من أناجيل القديس أوغسطين (حوالي 1500-1550، القرن السادس الميلادي)، والذي ربما رافق يوستوس إلى بريطانيا.

## الوصول إلى بريطانيا
كان يوستوس عضوًا في البعثة الغريغورية التي أرسلها البابا جريجوري إلى إنجلترا. كل ما هو معروف تقريبًا عن يوستوس ومسيرته المهنية مستمد من كتاب Historia ecclesiastica gentis Anglorum الذي ألفه بيدي في أوائل القرن الثامن. وبما أن بيدي لم يصف أصول يوستوس، فلا أحد يعرف عنه أي شيء قبل وصوله إلى إنجلترا. من المرجح أنه وصل إلى إنجلترا مع المجموعة الثانية من المبشرين، الذين أُرسلوا بناءًا على طلب القديس أوغسطينوس من كانتربري في عام 601. يصف بعض الكتّاب المعاصرين يوستوس بأنه أحد المبشرين الأصليين الذين وصلوا مع أوغسطين في عام 597، لكن بيدي يعتقد أن يوستوس جاء في المجموعة الثانية. أما المجموعة الثانية فقد ضمت ميليتوس، الذي أصبح فيما بعد أسقف لندن ورئيس أساقفة كانتربري.
إذا كان يوستوس عضوًا في المجموعة الثانية من المبشرين، فقد وصل ومعه هدية عبارة عن كتب و"كل ما هو مطلوب للعبادة وخدمة الكنيسة". زعم مؤرخ كانتربري في القرن الخامس عشر، توماس إلمهام، أن هناك بعض الكتب التي أحضرتها تلك المجموعة الثانية إلى إنجلترا والتي كانت لا تزال في كانتربري في عصره، على الرغم من أنه لم يحدد هويتها. يُظهر التحقيق في مخطوطات كانتربري الموجودة أن أحد الناجين المحتملين هو أناجيل القديس أوغسطين، الموجودة الآن في كامبريدج، كلية كوربوس كريستي، المخطوطة (المخطوطة) 286.

## أسقف روتشستر

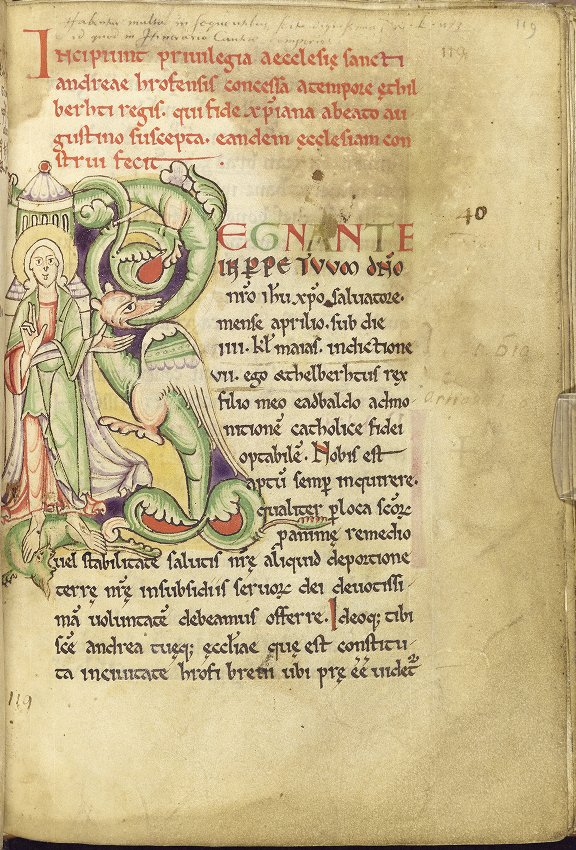
بداية الميثاق في Textus Roffensis

قام أوغسطين بتكريس يوستوس أسقفًا في عام 604 على مقاطعة تضم مدينة روتشستر في كينت. ويرى المؤرخ نيكولاس بروكس أن اختيار روتشستر ربما لم يكن بسبب كونها أسقفية في العصر الروماني، بل بسبب أهميتها في السياسة في ذلك الوقت. على الرغم من أن المدينة كانت صغيرة، بشارع واحد فقط، إلا أنها كانت تقع عند تقاطع شارع واتلينج ومصب نهر ميدواي وبالتالي كانت مدينة محصنة. ولأن يوستوس ربما لم يكن راهبًا (بيدي لم يناديه بهذا الاسم)، فمن المرجح جدًا أن رجال الدين في كاتدرائيته كانوا غير رهبان أيضًا.
وقد نجا ميثاق يزعم أنه من الملك إيثيلبيرت، بتاريخ 28 أبريل 604، في Textus Roffensis، بالإضافة إلى نسخة تستند إلى Textus في Liber Temporalium من القرن الرابع عشر. تمت كتابة الميثاق في الغالب باللغة اللاتينية ولكن باستخدام بند حدودي باللغة الإنجليزية القديمة، ويسجل الميثاق منحة أرض بالقرب من روتشستر لكنيسة يوستوس. ومن بين الشهود لورانس، خليفة أوغسطين المستقبلي، ولكن ليس أوغسطين نفسه. يتوجه النص إلى مخاطبين مختلفين. أولاً، أُجبر أثيلبرت على تحذير ابنه إيدبالد، الذي تم تعيينه حاكمًا فرعيًا في منطقة روتشستر. المنحة نفسها موجهة مباشرة إلى القديس أندرو، شفيع الكنيسة، وهو الاستخدام الذي يتوازى مع المواثيق الأخرى في نفس الأرشيف.
كان المؤرخ فيلهلم ليفيسون، في كتاباته عام 1946، متشككًا في صحة هذا الميثاق. اعتبر ليفيسون أن العنوانين المنفصلين غير متوافقين. اقترح ليفيسون أن الخطاب الأول، الذي جاء قبل المقدمة، ربما تم إدراجه من قبل شخص على دراية ببيدي ليردد صدى تحول إيدبالد المستقبلي (انظر أدناه). يزعم تقييم أحدث وأكثر إيجابية أجراه جون موريس أن الميثاق وقائمة الشهود أصلية لأنها تتضمن عناوين وعبارات كانت خارج الاستخدام بحلول عام 800.
قام إيثيلبيرت ببناء كنيسة جاستس، وهي كنيسة كاتدرائية في روتشستر؛ وقد يرجع تاريخ أساسات صحن الكنيسة والمذبح الموجودين جزئيًا أسفل كاتدرائية روتشستر الحالية إلى ذلك الوقت. ما تبقى من أسس مبنى مستطيل الشكل قديم بالقرب من الجزء الجنوبي من الكاتدرائية الحالية قد يكون معاصرًا أيضًا ليوستوس أو قد يكون جزءًا من مبنى روماني.
وبالتعاون مع ميليتوس، أسقف لندن، وقع يوستوس على رسالة كتبها رئيس أساقفة كانتربري لورانس إلى الأساقفة الأيرلنديين يحث فيها الكنيسة المحلية على اعتماد الطريقة الرومانية في حساب تاريخ عيد الفصح. كما ذكرت هذه الرسالة أيضًا حقيقة أن المبشرين الأيرلنديين، مثل داجان، رفضوا مشاركة وجبات الطعام مع المبشرين. على الرغم من أن الرسالة لم تنج، إلا أن بيدي اقتبس أجزاء منها.
في عام 614، حضر يوستوس مجلس باريس، الذي عقده الملك الفرنجي، كلوثار الثاني. كان من الواضح سبب حضور يوستوس وبيتر، رئيس دير القديسين بطرس وبولس في كانتربري. ربما كان الأمر مجرد صدفة، لكن المؤرخ جيمس كامبل اقترح أن كلوثار استدعت رجال الدين من بريطانيا لحضور الحفل في محاولة لتأكيد سيطرتها على كينت. يقدم المؤرخ إن جيه هيغام تفسيرًا آخر لحضورهما، حيث يزعم أن إيثيلبيرت أرسل الثنائي إلى المجلس بسبب التحولات في السياسة الفرنجية تجاه مملكة كينت، والتي هددت استقلال كينت، وأن رجلي الدين أُرسلا للتفاوض على تسوية مع كلوثار.
تبع وفاة أثيلبيرت في عام 616 ردة فعل وثنية ضد المسيحية، مما أجبر يوستوس وميليتوس على الفرار إلى بلاد الغال. ربما لجأ الزوجان إلى كلوثار، على أمل أن يتدخل الملك الفرنجي ويعيدهما إلى كرسيهما، وبحلول عام 617 أعاد الملك الجديد تنصيب يوستوس في أسقفيته. عاد ميليتوس أيضًا إلى إنجلترا، لكن المزاج الوثني السائد لم يسمح له بالعودة إلى لندن؛ وبعد وفاة لورانس، أصبح ميليتوس رئيس أساقفة كانتربري. وفقًا لبيدي، تلقى يوستوس رسائل تشجيع من البابا بونيفاس الخامس (619-625)، كما فعل ميليتوس، على الرغم من أن بيدي لم يسجل الرسائل الفعلية - يفترض المؤرخ جيه إم والاس هادريل أن كلتا الرسالتين كانتا عبارة عن بيانات عامة تشجع المبشرين.

## رئيس الأساقفة
أصبح يوستوس رئيس أساقفة كانتربري في عام 624، وحصل على الباليوم الخاص به - رمز الولاية القضائية الموكلة إلى رؤساء الأساقفة - من البابا بونيفاس الخامس، وبعد ذلك كرس يوستوس رومانوس خلفًا له في روتشستر. كما أعطى بونيفاس يوستوس رسالة تهنئة على اعتناق الملك "أدولوالد" (ربما الملك إيدبالد من كنت)، وهي الرسالة التي وردت في كتاب بيدي "تاريخ الكنيسة الجنتيس أنجلوروم". يذكر رواية بيدي عن تحول إيدبالد أن لورانس، سلف يوستوس في كانتربري، هو الذي حول الملك إلى المسيحية، لكن المؤرخ دي بي كيربي يزعم أن إشارة الرسالة إلى إيدبالد تجعل من المرجح أن يكون يوستوس هو من حوله. ويستنتج مؤرخون آخرون، بما في ذلك باربرا يورك وهنري ماير هارتنج، أن رواية بيدي صحيحة، وأن إيدبالد اعتنق المسيحية على يد لورانس. يزعم يورك أنه كان هناك ملكان لكينت أثناء حكم إيدبالد، إيدبالد وإيثيلوالد، وأن إيثيلوالد كان "أدولوالد" الذي أشار إليه بونيفاس. يزعم يورك أن يوستوس أعاد إيثيلوالد إلى المسيحية بعد وفاة إيثيلبيرت.
قام يوستوس بتكريس بولينوس كأول أسقف ليورك، قبل أن يرافق الأخير أثيلبورج من كنت إلى نورثمبريا للزواج من الملك إدوين من نورثمبريا. يذكر بيدي أن يوستوس مات في العاشر من شهر أكتوبر أو نوفمبر، لكنه لا يعطي سنة، على الرغم من أنه من المرجح أن يكون بين 627 و 631. بعد وفاته، اعتُبر يوستوس قديسًا، وأُعطي له عيدًا في 10 أغسطس أو نوفمبر. يحتفل كتاب قداس ستو في القرن التاسع بعيده، إلى جانب عيد ميليتوس ولورانس. في تسعينيات القرن الحادي عشر، تم نقل رفاته، أو نقلها بشكل طقسي، إلى ضريح بجوار المذبح العالي في دير القديس أوغسطين في كانتربري. وفي نفس الوقت تقريبًا، كتب جوسلين من سانت بيرتين سيرة ذاتية عنه، بالإضافة إلى قصيدة كتبها ريجينالد من كانتربري. لا تضيف المواد الأخرى من توماس إلمهام، وجيرفاس من كانتربري، وويليام من مالميسبري، مؤرخي العصور الوسطى اللاحقين، إلا القليل إلى رواية بيدي عن حياة يوستوس.